# Castillo Palacio de Geldo
El castillo palacio de Geldo, llamado también castillo palacio de los Duques de Medinaceli, situado en el casco urbano de la localidad de Geldo, en la comarca del Alto Palancia en la provincia de Castellón, es un bien de interés cultural, por declaración genérica (desde el 29 de junio de 1985), con anotación ministerial RI-51-0011228 y fecha de anotación 5 de octubre de 2004.
El edificio palaciego data del siglo XV, cuando la familia Valterra, una de sus propietarias a lo largo de la historia, tenía en él su residencia.

## Historia
La localidad de Geldo tiene origen musulmán, antes de ser reconquistada estaba bajo la dependencia de Çeyt Abuzeyt, siendo la población totalmente morisca. La población ya es mencionada por Jaime I el Conquistador en el “Llibro de Repartiment”.
Tras la reconquista fue pasando de propiedad de unos señores a otros, así en 1248 la población pertenecía al noble García Pérez de la Osa.  En 1404 se convirtió en propiedad de la familia de los Valterra, la cual estaba  afincada en Segorbe, localidad que pertenecía al que en aquella época era el Obispo de Segorbe y Albarracín, que pasaría más tarde a convertirse en  el  Arzobispo de Tarragona, D. Íñigo Valterra.  Más tarde la población fue vendida en el año 1464, pasando a sí a manos de  Tomás Sorell, familia que gobernó el señorío, hasta 1495 cuando vuelve a ser vendida, llegando de este modo a propiedad del Duque de Segorbe Enrique de Aragón y Pimentel (el conocido como «infante Fortuna»).  Por matrimonios posteriores el ducado de Segorbe pasó a manos de la casa de Medinaceli. Es perteneciendo a esta casa cuando Geldo consiguió la carta puebla de manos de  Enrique Folch de Cardona en 1611.
El Castillo Palacio era la residencia más importante de la localidad y la importancia era relevante, lo que queda patente en la costumbre de los Obispos de Segorbe, de pernoctar en este palacio la noche previa a su toma de posesión y a  la mañana siguiente entraban  a lomos de burro en la ciudad de Segorbe. Esta costumbre se mantuvo hasta  finales del siglo XIX, cuando  el Obispo Massanet fue el último en seguir la  tradición.
El  edificio tuvo a partir de entonces diversos usos entre ellos destaca el de haber sido Café-Casino, con salón para las bodas locales;  industria textil;  almacén municipal;  museo provisional e incluso Ayuntamiento; también llegó a utilizarse como  viviendas para familias necesitadas, discoteca o sede de asociaciones locales.
Todo ello junto con su actual abandono puede poner de relieve el estado ruinoso y lamentable en el que se encuentra en la actualidad.
El edificio está protegido y es objeto de un proyecto de rehabilitación, que ha puesto  en evidencia elementos artísticos y arqueológicos, como unas portadas tardogóticas de finales del siglo XV con arcos de perfil mixtilíneo,  unos techos artesonados con policromía, cientos de vasijas de cerámica con óxido de manganeso de los siglos  XV  y  XVI  y dibujos de diversas épocas.

## Descripción
Situado en el centro histórico del pueblo de Geldo, presenta fachadas a la plaza del Horno y a las calles traveseras de ésta.  Por la parte de atrás  linda con una acequia de riego.
Por su estructura  parece que el edificio se  levantó  a partir una torre defensiva previa, que presentaba planta cuadrada, en torno a la cual, en el siglo XV, fue edificándose el palacio que de este modo presentaba abundantes elementos defensivos.
Los materilaes empleados en la construcción son mayoritariamente mampostería y sillarejo.
Así pues, presenta planta cuadrada y se eleva a tres alturas, siendo la superficie que ocupa  de 629,00 m², a la que hay que añadir los 131,16 m²   de  huerto  que tiene en la parte posterior. Como elementos defensivos podemos destacar que toda su base dispone de talud y en sus murallas se aprecian aberturas destinadas al fuego fusilero, presentando también  una torre circular erigida posteriormente, que realiza la misión de garita.

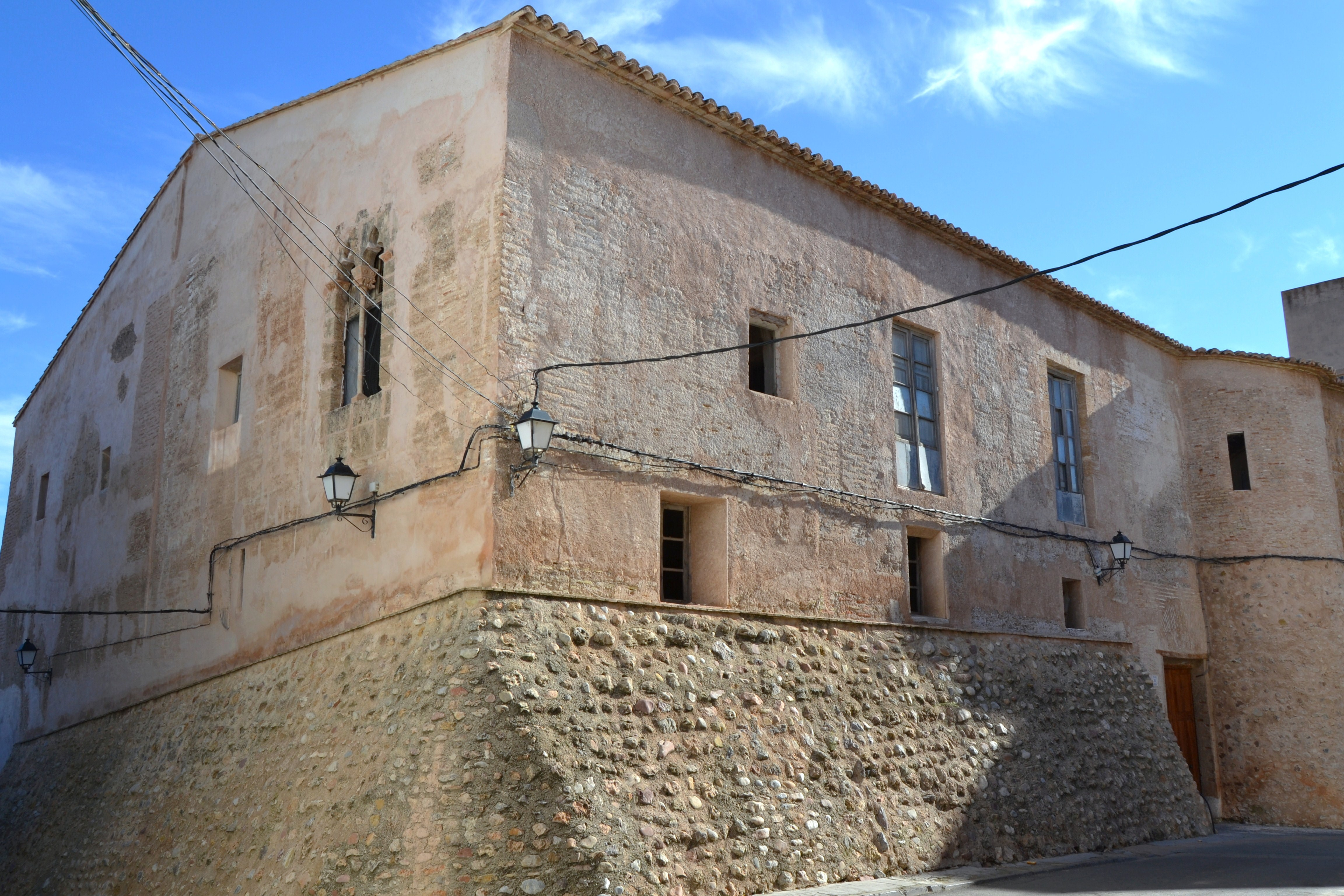
Vista general.
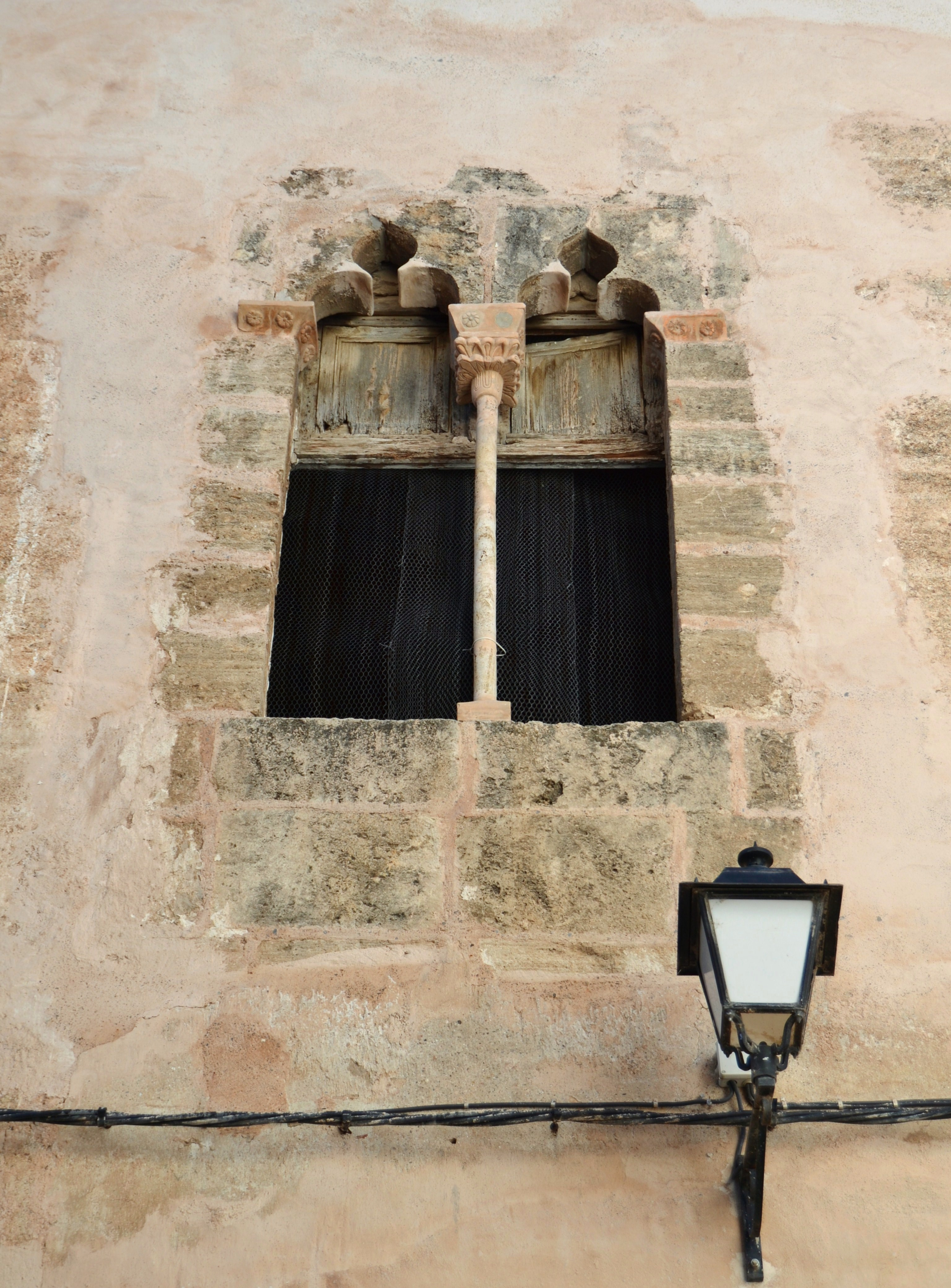
Detalle ventana bífora.
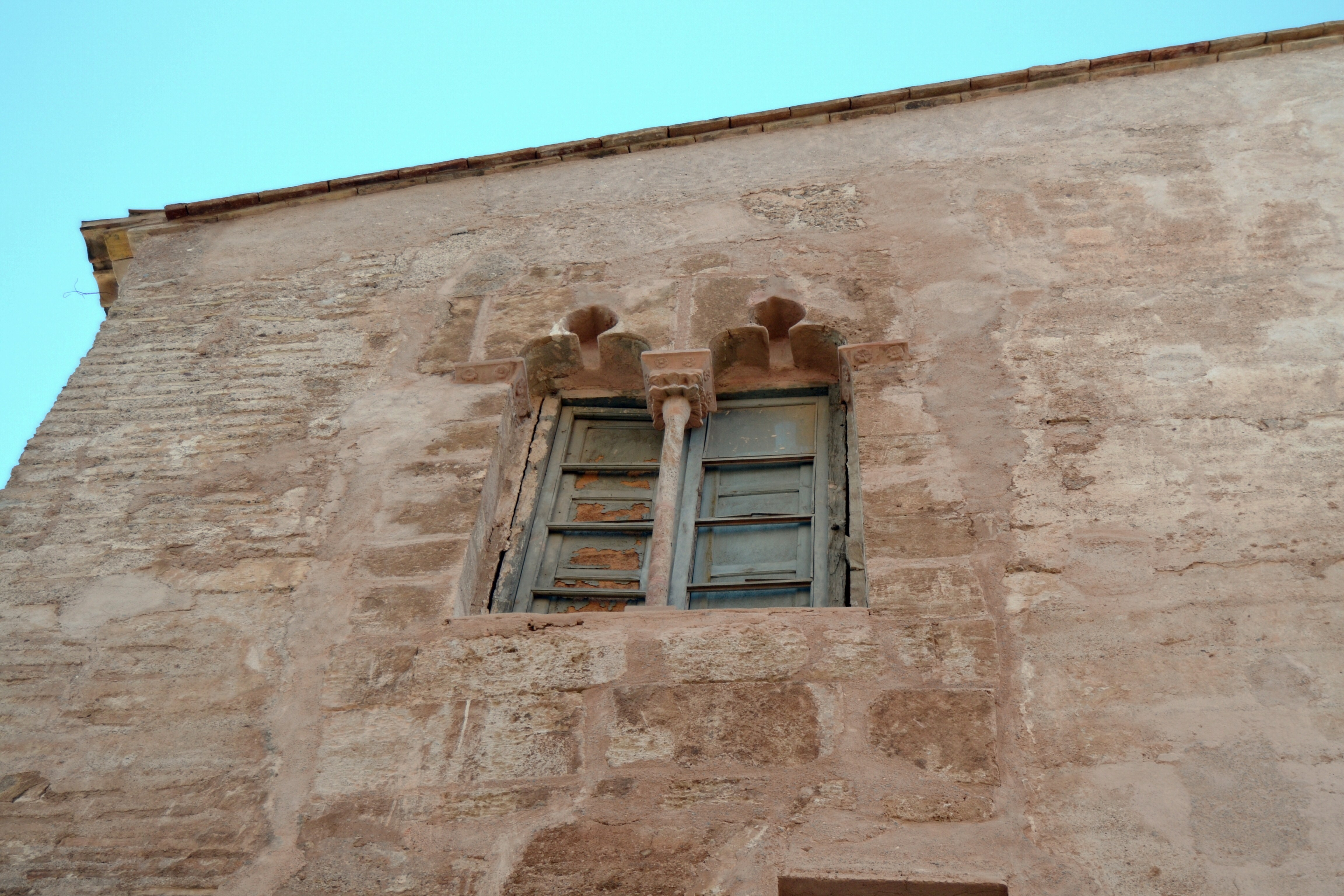
Detalle ventana coronella.
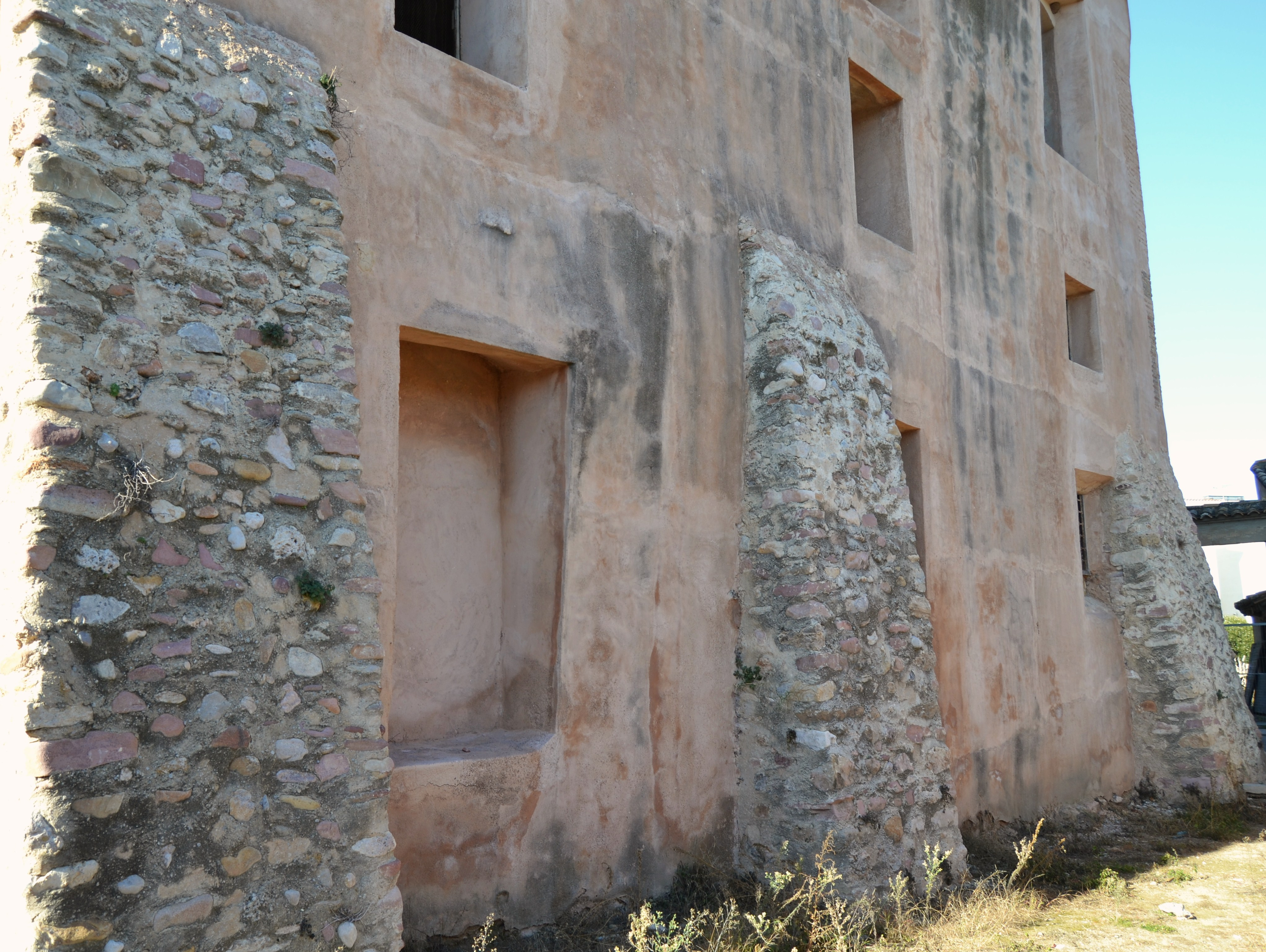
Detalle contrafuertes externos.
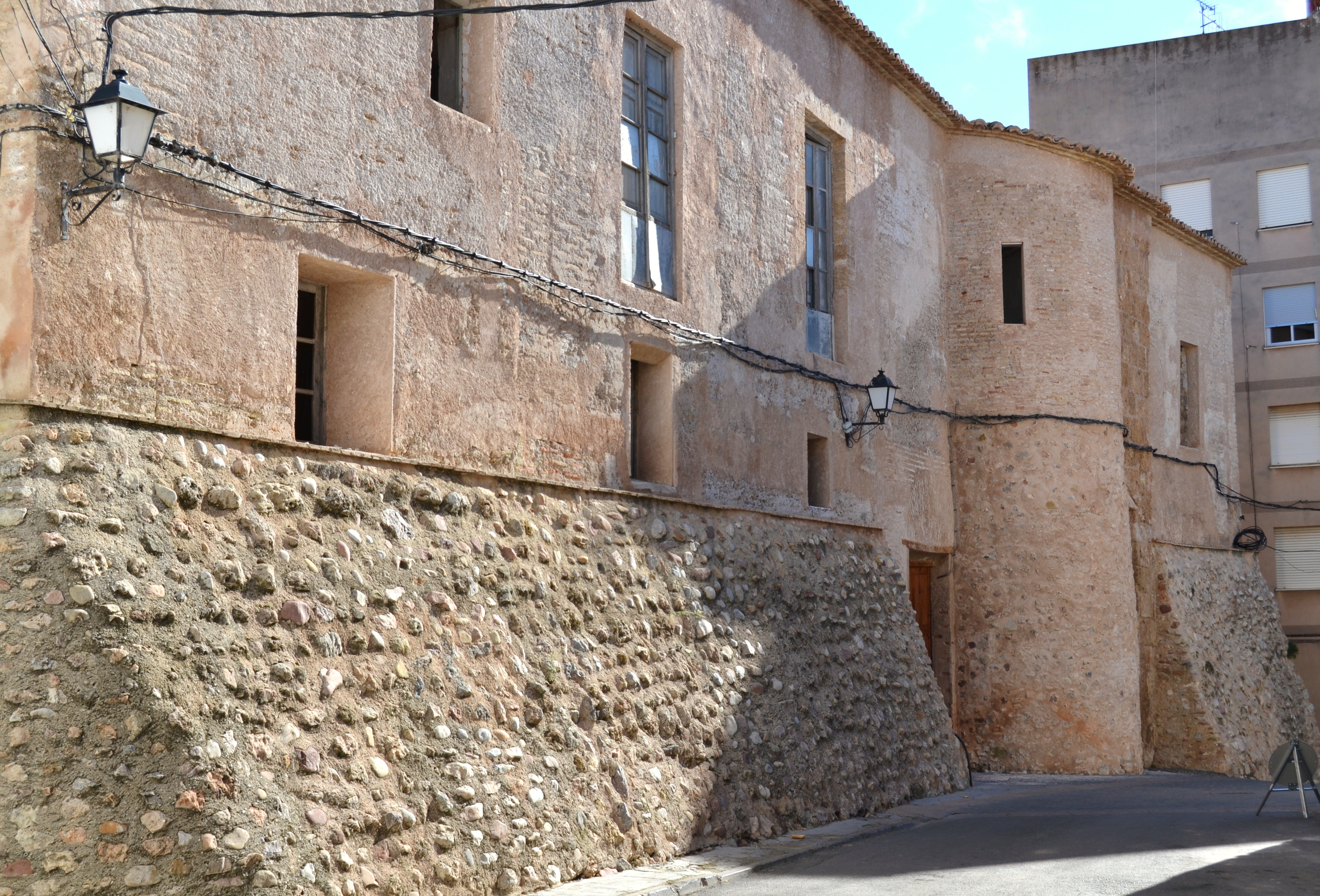
Vista por la parte de atrás

Otro elemento relacionado con su carácter defensivo es que la planta baja no dispone de ventanas, estando dispuestas éstas a partir de la primera planta, donde presentan un pequeño tamaño. Mientras, en  la tercera planta, parecen disponerse las estancias principales, hecho que refleja la presencia en esta altura de ventanas góticas geminadas renacentistas en la fachada este y oeste, y tres balcones en la fachada principal, pudiéndose distinguir en ellos el escudo del ayuntamiento de Geldo.
En la fachada principal pueden verse sus tres entradas, la principal en el centro, mientras que las otras dos se sitúan a ambos flancos.
Respecto a su disposición interior, todo está dispuesto en torno al patio central que presenta arcos rebajados  o de medio punto, de dos pisos con galería superior de arcos nuevamente de medio punto y artesonado. Destaca el trabajo de relieve de los capiteles del patio en donde aparece el escudo de los duques. El acceso al piso superior se lleva a cabo por una gran escalera rectangular. Actualmente pueden observarse todavía, pese a su estado de conservación,  ventanas góticas geminadas, el escudo de los duques en los capiteles del patio y artesonados de madera policromados.
También pueden observarse bóvedas de crucería cuyo  nervio central está elaborado de ladrillo aplantillado y revestido  de yeso, muy utilizado  en la comarca a mediados del siglo  XVI.  En la zona de la almazara se pueden distinguir   bóvedas escarzanas, es decir, ligeramente rebajadas, que podrían datarse del  siglo XVIII.